# Fuerte Apache (banda)
Fuerte Apache o simplemente F.A, es una banda creada en 1998 por Esteban Fernando Rodríguez (El As) y Maximiliano Ocampo (El Gordo Massi). La banda debe su nombre al complejo habitacional Barrio Ejército de los Andes conocido popularmente como "Fuerte Apache", de donde provienen todos sus integrantes.

## Historia

### Comienzos
Fue en septiembre de 1998 que Esteban Rodríguez escribió su primera letra de rap durante una clase en la media 7, colegio al que asistía tanto él como su amigo Maximiliano, quien pronto se unió a este en la composición de temas que intentaban mostrar la realidad de un barrio marginado desde el punto de vista de un adolescente que ha crecido entre delincuentes y tiroteos.
"nadie sabe lo que en el Fuerte / la vida te cuesta / porque es difícil vivir / donde todo apesta" Así rezaba la primera canción que escribiera Esteban aquel día de septiembre, tras ese primer encuentro con la escritura prosiguieron con entusiasmo, pronto tuvieron más de treinta canciones, pero todavía había un obstáculo difícil de superar, carecían de música propia para sus canciones.
Un año después de formar la banda, tu que conocieron a Smoler, integrante del Sindicato Argentino del Hip Hop, grupo de reconocimiento internacional.
Smoler conversó con ellos y poco tiempo después les proporcionó las primeras bases para que pudieran empezar a cantar sobre ellas, esta ayuda sería vital para el comienzo de la banda.
Ese mismo año se unen al grupo Walter C. y Fena quedando establecida la formación original.
Muy pronto la gente del barrio mostró agrado por lo que estos jóvenes estaban haciendo, sus amigos les pedían grabaciones de las canciones y comenzaron a tocar en clubes y públicos. Durante esa época siguieron componiendo canciones pero ahora con su propia música, compuesta por Santiago "Picky" Rodríguez(músico quien luego pasaría a ser el único cantante de la banda) y Esteban.

### 2002-2011: Explosión musical,Estilo Monoblockeroy breve separación
En el 2002 Walter C. y luego Massi cayeron presos, quedando sólo Esteban y Fena, que se separarían por diferencias personales para trabajar en proyectos diferentes. Acerca de su detención Massi diría luego que se trató de una confusión: "que yo nada que ver y me tuvieron que largar".
Habiendo recuperado Maximiliano su libertad, la banda volvería a juntarse para tocar, ahora con una nueva formación (Maximiliano y Esteban como voces principales, Picky en los coros y la colaboración de Jorge "Patu" Cardozo ), pero sin hacer presentaciones. Con algo de esfuerzo consiguen armarse un estudio de grabación y, en él, grabar algunas canciones que fueron emitidas posteriormente por radios locales, con bastante éxito a nivel under.
Entre agosto y octubre de 2008 Fuerte Apache grabó su primer disco titulado Estilo Monoblockero. La propuesta para grabar el CD surgió del mismo Smoler, con quién se reencontraron después de casi siete años de no tener contacto, les propuso grabar su primer CD profesionalmente luego de haber escuchado algunas de sus canciones. Él, Picky y Esteban lo produjeron y fue editado por el sello Pelo Music. 
Luego de unos años, ya con un CD editado, volvieron a separarse en el año 2011. Los motivos fueron varios, pero el principal fue que cada uno tenía planes diferentes para continuar sus carreras musicales. Patu y El Gordo Massi siguieron con la banda, se aliaron con Djjuanmamastermix, grabando varias canciones que fueron difundidas por medio de internet llegando a todo el país. 
Picky se lanzó como solista en el género R&B y grabó un disco titulado "Dentro de mí"(2011) en formato digital. También formó varias alianzas musicales, como por ejemplo con Raptores Records, una crew que tiene varios artistas de Hip-Hop y R&b, Junto al Rapero Sutil de ese mismo sello, lanzó un mixtape titulado "Deja vu Parte 2 FlashBacks" también colaboró en la canción y video del rapero Pablo Gabbana(Xtasy) titulada "No me digas que no". Con Manuel Alejandro Ayala(El Abuelo) y Cristian Horacio Sequeira(Pitu) formaron una banda integrada por raperos del Barrio Parque San Martín (Merlo) a la cual llamaron "BP", con quienes saco dos discos en formato digital titulados "Esta es nuestra vida" y "Consecuencias".
En cambio Esteban continuó con el Rap abriendo una productora independiente "EAP"(El As Producciones) y lanzando 2 discos como solista, el primero titulado "Explícito" y el segundo "Revolución Marginal" el primero con 3 videos, ya con un tinte más maduro, el mismo recalca que el cambio en sus letras se debe a que las canciones que compuso con el F-A! fueron cuando era todavía adolescente y decía lo que vivía en el momento, en cambio ahora con más años de vida concientiza a sus oyentes que la vida de la calle no es la mejor porque siempre, tarde o temprano, termina mal.
La banda siempre tuvo una aceptación y rompió barreras y se escuchó en todo el país y fuera de él, por todo el globo.

### 2012-15: Regreso temporal
En el año 2012 Maximiliano Ocampo, Jorge Cardozo y Santiago Rodríguez se volvieron a juntar para grabar en el estudio del músico Rodrigo Dalmazzone, recién llegado de España, el segundo trabajo de la banda Fuerte Apache que saldrá en el año 2014 titulado "De la cuna hasta la tumba".  
A fines de 2013 Santiago Gabriel Rodríguez(Picky) decide retirarse una vez más de la banda y seguir su carrera en solitario junto a la gente de Afromama.  
En diciembre de 2014, Massi y Fena volvieron a reunirse para participar, junto con integrantes de los grupos MP3 y Asesinos de la Rima, del tema "En mi barrio" de El Melly. 

## Difusión
Al principio los temas se pasaban de casete en casete entre los habitantes del mismo barrio y así a otros, luego, con la llegada de Internet se difundieron en gran cantidad, los integrantes de Fuerte Apache no saben quien fue el primero en subir sus temas a red.
Cuando los vieron pensaron que alguien les estaba robando los temas; Esteban dijo a la revista Rolling Stone en una entrevista  "fue una grata sorpresa la aceptación de la gente. No esperábamos eso. Lo de nosotros era para nuestro barrio. Fue pasando de mano en mano, de villa en villa. Es muy loco que en los monoblocks de Soldati o en una villa en San Martín la gente se vea reflejada en una canción nuestra. Internet nos abrió la cabeza y nos dio la posibilidad de salir".

## Influencias
En varias entrevista los músicos de Fuerte apache han nombrado como principales influencias a Dr. Dre, Snoop dogg, Wu-Tang Clan, Busta Rhymes, Cypress Hill y 2pac. De hecho Esteban y Maximiliano cuentan que antes de tener sus propias bases, solían separar un cable de los parlantes para que solo se escuchara la base y así rapeaban sobre la música de estos artistas.

## Polémicas
La banda fue acusada de apología del delito. La denuncia fue realizada en el 2008 por el abogado José Cedrún Gutiérrez quien alegó que los temas promueven  "el ejercicio de la violencia contra la policía, el robo de la propiedad privada, el uso de armas contra la sociedad y el consumo de estupefacientes". Un año después la denuncia fue desestimada por el juez Sergio Torres declarando "inexistencia de delito". El juez descartó que "las letras del conjunto musical cuestionado tengan capacidad de motivar la conducta de terceros de modo tal de considerarse constitutivas de tipo penal alguno", y agregó en la resolución: "la aptitud incitadora del cancionero no puede ser evaluada con independencia de uno de los derechos consagrados en nuestra Carta Magna, la libertad de pensamiento y de expresión".
En varias entrevistas se refirío a la banda acerca de esta denuncia sobre la que opinaron: "En nuestras letras no bardeamos. Cantamos la realidad, lo que somos, lo que vivimos. No hacemos apología." dijo Esteban a en una entrevista. Maximiliano hablaría expresando enojo:  "No ven a cuatro pibes que quieren salir adelante con la música, ven cuatro delincuentes con micrófono."

## Discografía
- 2008: Estilo Monoblockero